# Vidar (namn)
Mansnamnet Vidar eller Widar är ett gammalt nordiskt namn. I den nordiska mytologin är
Vidar Odens son. Namnet är sammansatt av ord som betyder '"skog'" och "krigare".
Den 31 december 2014 fanns det totalt 4 167 män i Sverige med namnet Vidar eller Widar, varav 2 531 med det som tilltalsnamn.
Namnet har ökat i popularitet under 2000-talet.  År 2014 fick 242 pojkar Vidar som tilltalsnamn, år 1998 var det 22 stycken. Stavningen med W är mycket ovanligare, 2013 fick 11 pojkar Widar som tilltalsnamn. 2014 var Vidar det 61:a populäraste pojknamnet i Sverige.
Namnsdag: 31 augusti i Sverige. I den finlandssvenska namnsdagslängden har Vidar namnsdag 2 april sedan starten 1929, då en egen namnsdagskalender togs i bruk för finlandssvenskar.

## Personer med namnet Vidar
- Widar Andersson, politiker (s) och chefredaktör
- Vidar Forsberg, grafisk formgivare
- Vidar Kleppe, norsk politiker
- Vidar Lindqvist, finländsk pressfotograf och utgivare av bildverk
- Vidar Reinhammar, dialektolog
- Vidar Riseth, norsk fotbollsspelare
- Vidar Sandbeck, norsk författare och kompositör
- Vidar Thomée, professor i matematik
- Kjetil-Vidar Haraldstad, trummis i metalband